# Lijst van voetbalinterlands Amerikaans-Samoa - Tonga
Deze lijst van voetbalinterlands geeft een overzicht van alle officiële voetbalinterlands tussen de nationale teams van Amerikaans-Samoa en Tonga. De landen hebben tot nu toe negen keer tegen elkaar gespeeld. De eerste ontmoeting, een kwalificatiewedstrijd voor de OFC Nations Cup 1996, werd gespeeld in Apia (Samoa) op 28 november 1994. Het laatste duel, een wedstrijd tijdens de Pacifische Spelen 2023, vond plaats op 30 november 2023 in Honiara (Salomonseilanden).

## Wedstrijden
| № | Plaats        | Datum            | Competitie                        | Wedstrijd                | Uitslag |
| - | ------------- | ---------------- | --------------------------------- | ------------------------ | ------- |
| 1 | Apia          | 28 november 1994 | OFC Nations Cup 1996 kwalificatie | Tonga − Amerikaans-Samoa | 2 − 1   |
| 2 | Avarua        | 2 september 1998 | OFC Nations Cup 1998 kwalificatie | Tonga − Amerikaans-Samoa | 3 − 0   |
| 3 | Papeete       | 16 juni 2000     | OFC Nations Cup 2000 kwalificatie | Tonga − Amerikaans-Samoa | 2 − 1   |
| 4 | Coffs Harbour | 14 april 2001    | WK 2002 kwalificatie              | Amerikaans-Samoa − Tonga | 0 − 5   |
| 5 | Apia          | 12 maart 2002    | OFC Nations Cup 2002 kwalificatie | Amerikaans-Samoa − Tonga | 2 − 7   |
| 6 | Apia          | 1 september 2007 | WK 2010 kwalificatie              | Tonga − Amerikaans-Samoa | 4 − 0   |
| 7 | Apia          | 22 november 2011 | WK 2014 kwalificatie              | Amerikaans-Samoa − Tonga | 2 − 1   |
| 8 | 'Ãtele        | 2 september 2015 | WK 2018 kwalificatie              | Tonga − Amerikaans-Samoa | 1 − 2   |
| 9 | Honiara       | 30 november 2023 | Pacifische Spelen 2023            | Amerikaans-Samoa − Tonga | 2 − 6   |

## Samenvatting
| Competitie                   | Totaal gespeeld | Winst Am.-Samoa | Gelijk | Winst Tonga | Doelsaldo Am.-Samoa – Tonga |
| ---------------------------- | --------------- | --------------- | ------ | ----------- | --------------------------- |
| WK-kwalificatie              | 4               | 2               | 0      | 2           | 4 − 11                      |
| OFC Nations Cup-kwalificatie | 4               | 0               | 0      | 4           | 4 − 14                      |
| Pacifische Spelen            | 1               | 0               | 0      | 1           | 2 − 6                       |
| Totaal                       | 9               | 2               | 0      | 7           | 10 − 31                     |